# Reizberg (Wüstung)

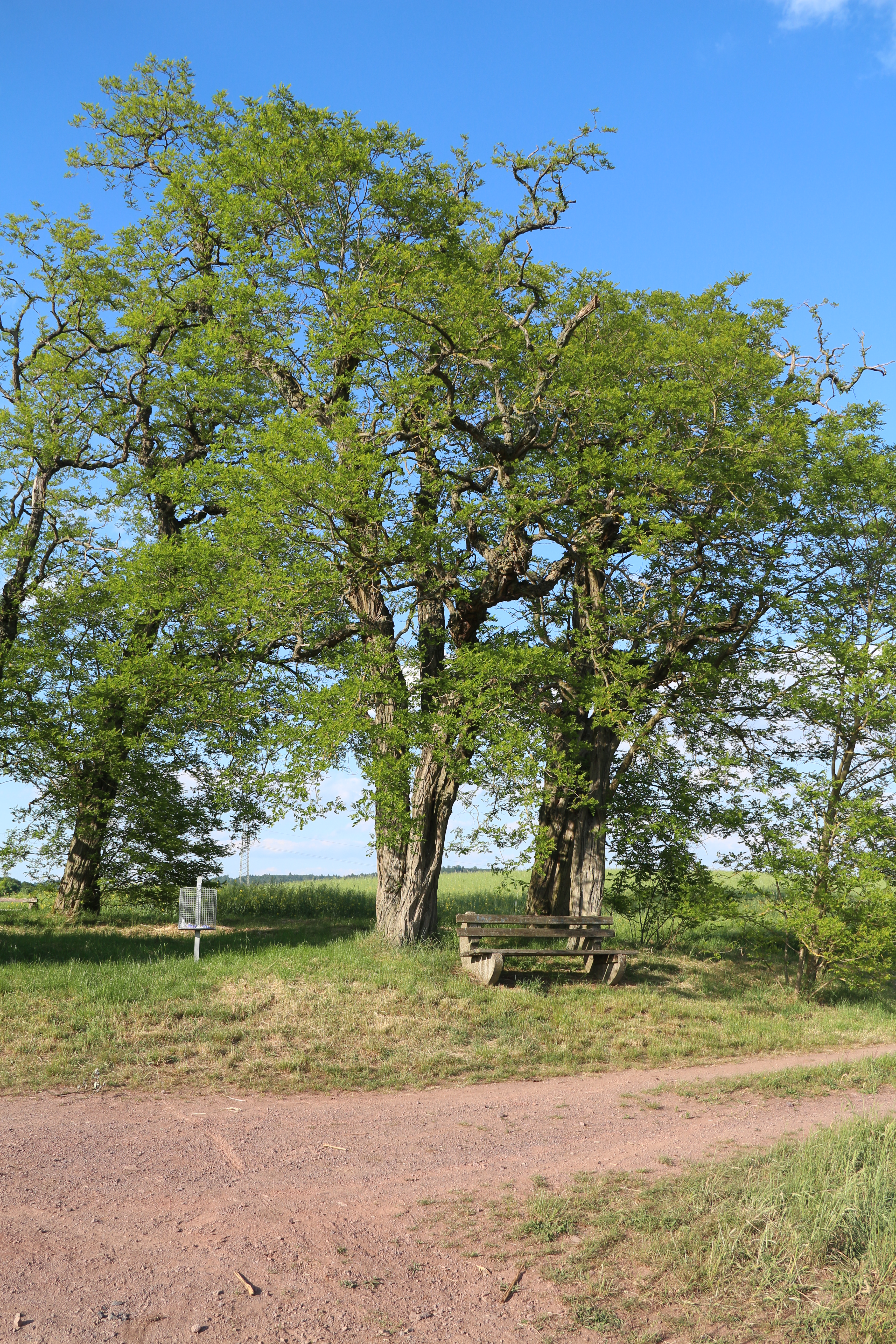
Heute befindet sich am Ort der Wüstung ein Rastplatz

Reizberg ist ein wüst gegangener Ort in der heutigen Gemarkung der Gemeinde Weimar im Landkreis Marburg-Biedenkopf. 1237 wurde der Ort erstmals als Gerichtsplatz der Grafschaft Ruchesloh beurkundet.